# Rhyssemus feae
Rhyssemus feae är en skalbaggsart som beskrevs av Clouet 1901. Rhyssemus feae ingår i släktet Rhyssemus och familjen Aphodiidae. Inga underarter finns listade i Catalogue of Life.